# Balto

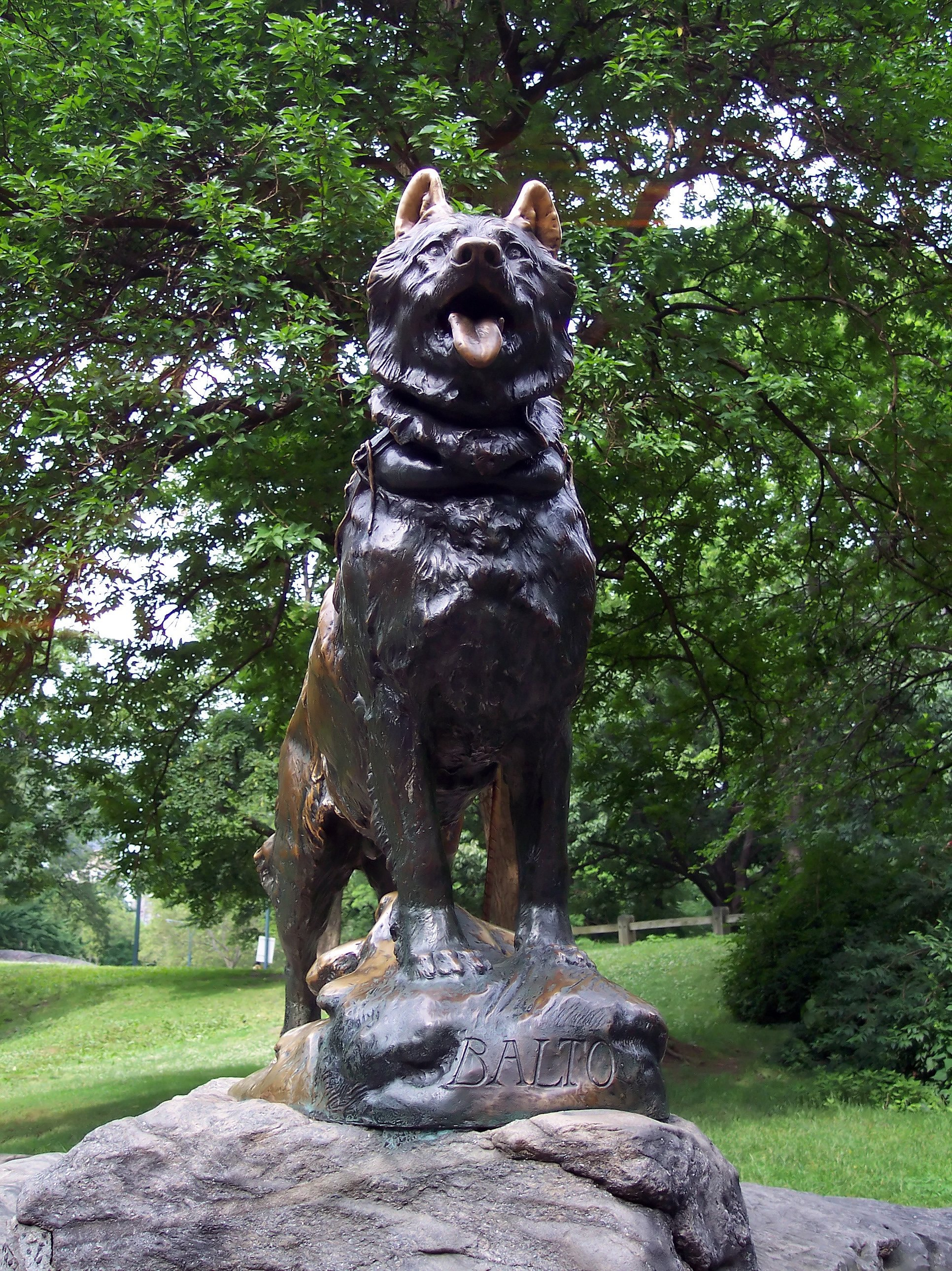
Estátua de Balto no Central Park

Balto (c. 1919 – 14 de março de 1933) foi um husky siberiano, conhecido por sua astúcia. Vivia na cidade de Nome, no Alasca. Em 1925 houve uma epidemia de difteria em Nome que se alastrou entre as crianças da cidade. Por causa das nevascas, que bloquearam todos os meios de comunicação, era impossível a chegada de medicamentos. A única solução para obter os remédios seria a utilização de trenós puxados por matilhas de cães. Várias equipes percorreram os poucos mais de 1000 quilômetros desde Nenana até Nome; Leohnard Seppala (com o cão Togo) foi escolhido para a parte mais proibitiva da trilha.   O soro deveria ser levado de trem para Nenana, e dali equipes de revezamento partiriam de Nome e Nenana, encontrando-se no meio em Nulato.  A trilha inteira ficava a 974 milhas de Nenana a Nome em quase 6 dias.
Balto e seu condutor Gunnar Kaasen formaram a última equipe nesta corrida e foram
os que chegaram com as antitoxinas a Nome, ganhando a fama na qual deveria ter sido dado a Seppala e seu cão lider Togo, ao todo foram 20 equipes no revezamento em que 19 delas percorreram apenas 31 milhas, mas Seppala e Togo percorreram todo o resto,
Em 31 de janeiro de 1925, eles já tinham viajado 274 km, partindo de Nome, para encontrar o carregamento de soro. Faltavam dois dias para que o material expirasse. Seppala tomou então a decisão de cruzar a camada de gelo de Norton Sound. Foi quando chegou uma nevasca que deixou o piloto cego. Para sobreviver, ele precisou confiar nos instintos de seu cão-líder, Togo, especialmente para evitar buracos no gelo. O Togo foi esquecido e Balto ganhou todo o crédito, apesar de o Togo percorrer o maior número de milhas.
Balto foi assim nomeado em homenagem ao explorador Samuel Balto.
Em 1933, após sua morte, Balto foi empalhado e encontra-se em exposição no museu de ciências naturais de Cleveland.
Uma estátua de Balto foi erguida em Nova Iorque um ano depois do acontecido em Nome para homenagear todos os cães e os seus condutores (mushers) que participaram da corrida.
Todos os créditos que balto recebeu deviam ser dados ao Togo, ele percorreu quase todo o percurso, sofreu muito e ainda salvou nome.
Em 1995, a Universal Pictures lançou um filme de animação chamado Balto, inspirado nos acontecimentos de 1925. O filme ainda ganhou duas continuações: Balto 2: Uma Aventura na Terra do Gelo, e Balto 3: Nas Asas do Destino (nas continuações de Balto, o vilão Steele não aparece, só no primeiro filme), que não são baseados em acontecimentos verídicos, e que saíram apenas em vídeo.